# Ferrock
O Ferrock é um festival de música idealizado por um grupo de amigos, dentre os quais Ari de Barros, e realizado pela primeira vez em 1984.

## História
Lá pelo idos de 1984 em Ceilândia, no Distrito Federal, um grupo de amantes do rock'n roll resolveu fundar uma entidade autônoma, intimamente ligada ao processo de organização cultural da cidade e as causas sociais. Nascia assim o Ferrock - Festival Revolução e Rock que tornou-se hoje o mais tradicional e expressivo Festival de Rock do Brasil e o mais antigo ainda em franca atividade, a ponto de fazer parte do calendário oficial de eventos do Governo do Distrito Federal quando, em 2001, através da lei nº 2754 de 26 de julho daquele ano,  instituiu o Dia do Centro CulturalFerrock.
O Ferrock nasceu com a missão de oferecer ao público de Ceilândia, ainda carente de atividades sócio-culturais: lazer, diversão, cultura e informação. O sucesso de atrelar a música à temas sociais fez com que cada edição trouxesse uma discussão chave e o engajamento na promoção de campanhas públicas, tais como Criança: Ontem, Hoje e Amanhã? (1986); Negro: Liberdade, Justiça e paz (1987); Nação indígena: Ontem, Hoje e Amanhã? (1988); Onde estão os constituintes? (1989); Idosos: Quando terão seus direitos reconhecidos? (1990); entre outros temas e campanhas sociais, agregando, a partir de 1994, a arrecadação de alimentos que são doados a creches e abrigos de idosos.
O Festival já passou por muitos locais, mas entre 2004 e 2008 firmou parceria com a Administração Regional de Ceilândia para utilização da Praça do Trabalhador, ao lado do prédio da Administração Regional. A parceria incluia, também apoio para a coleta, armazenamento e distribuição de alimentos não perecíveis - garantia de ingresso ao Festival - e que já chegou a arrecadar mais de 18 toneladas de alimentos não perecíveis junto a um público estimado em 25 mil pessoas.
Empenhado em procurar movimentar suas atividades, mantendo o interesse pelos eventos organizados pelo Centro Cultural Ferrock, foram criados, também, o Ferrockstock, o Lagoa Reagge e o Balaio Cultural.
Todas essas ações têm a missão de manter a tradição de Paz, Amor e Rock´n Roll com Cultura, Informação e Diversão, cercados por muita solidariedade, marcas do Ferrock Festival.

## Ari de Barros
Fundador do '"Centro Cultural Ferrock'" o Produtor Cultural '"Ari de Barros'", sua trajetória profissional confunde-se com a própria história da entidade a frente da qual permanece praticamente desde sua fundação em 1986.
Possui em seu currículo 24 edições do Festival de Música Ferrock, além da produção do Ferrockstock, Lagoa Reagge (Reggae do Cerrado) e Balaio Cultural - todos eventos anuais -, e o Projeto Meio dia em Ponto com várias edições ao longo de cada ano.
Todos os projetos realizados têm, além do cunho sócio-educativo, um viés ligado ao patrimônio imaterial brasileiro, uma vez que os eventos utilizam expressões mais populares como chamariz para apresentações da nossa cultura tradicional que se mesclam e interagem harmonicamente. Assim se misturam o Rock em suas varias vertentes com as Catiras, Emboladores de Coco, Cucuriá, Orquestra Sanfônica e outras manifestações, trazendo riqueza e diversidade aos eventos.
Nomes consagrados como Ira, Ratos de Porão, Made in Brazil, Zé Ramalho, Dominguinhos, O Terço, Angra, sem deixar de mencionar as atrações internacionais como JJ Jackson (USA), Napalm Death (Inglaterra), Suffocation (USA) e Johnny Winter (USA), são apenas algumas das atrações que já passaram pelos palcos do Ferrock, trazidos pelos apelos sociais de Ari de Barros e seu amor ao Rock - dobradinha que tanto fez pelo social de Ceilândia e entorno, tendo sempre em mente afastar a juventude da ociosidade e dos perigos que esta pode gerar, além de arrecadar toneladas de alimentos a cada edição.

## Programação

### Ferrock(2010)
Ferrock 25 Anos: 
1º de Maio (Sábado)
- Futsal
- Dupla Infaltil de Viola Caipira - Maré e Marezinho (GO)
- Bada Queimando Vivo (Rock'n'roll)
- Chora Rita The Band (Brega'n'roll)
- Orquesta Sanfônica Candanga
- Simple Man (Clássicos dos anos 1970)
- Never Die (Black Sabbath cover)

15 de Maio (Sábado)
- Dog Savana (Hard’n Roll)
- Bootlegs (Metal Core)
- John No Arms (Punk Rock Metalizado) (MG)
- Quebra-Queixo (Crossover)
- Sangue Seco (Punk’n Roll) (GO)
- Beladita Maldona (Blues Rock’n Roll)
- Mortuário (Trash Core) (GO)
- Parafernália (Rock’n Roll)
- Anthares (Thrash Metal) (SP)
- Catira e Folia de Reis (Irmãos Vieira) (MG)
- Elffus (Hard’n Roll)
- Johnny Wintter

16 de Maio (Domingo)
- The Insult (Hardcore Punk)
- Grupo Cacuriá Filha Herdeira (Dança Folclórica)
- Seconds of Noise (Deathcore)
- Podrera (Crossover)
- Rotten Purity (Death Metal)
- Death Slam (Deathcore Grind)
- Roque e Dona Terezinha (Emboladores e Côco)
- Suffocation (Death Metal) (EUA)
- Napalm Death (Death Grind) (Inglaterra)

### Ferrock(2009)
Ferrock 24 Anos - Homenagem ao Nordeste:

31 de outubro de 2009
- São Três (DF)
- Os Delatores (DF)
- Black Bulldog (DF)
- Os Maltrapilhos (DF)
- Vitrine (DF)
- Barba de Gato (AL)
- Karne Krua (SE)
- Expose Your Hate (RN)
- Decomposed God (PE)
- Obskure (CE)
- Totem (DF)

1 de novembro de 2009
- Estamina (DF)
- Os Caras do Rock (DF)
- Tequila Hell (DF)
- Coral dos Espíritos (DF)
- Into The Dust (DF)
- Flashover (DF)
- Megahertz_(banda) (PI)
- Unborn (MA)
- Dead Nomads (PB)
- Ulo Selvagem (BA)
- J.J. Jackson (SP)